# Tábor
Tábor là một thị trấn thuộc huyện Tábor, vùng Jihočeský, Cộng hòa Séc.